# أنظمة التصنيف الغذائية
  أنظمة التصنيف الغذائية هي طرقاً لتصنيف أو تقدير المنتجات الغذائية أو المواد الغذائية، لإيصال القيمة الغذائية للطعام بطريقة مبسطة لجمهور مستهدف. يتم تطوير أنظمة التصنيف من قبل الحكومات أو المنظمات غير الربحية أو المؤسسات والشركات الخاصة.
قد تستخدم الطرق أنظمة النقاط لترتيب أو تقييم الأطعمة ذات القيمة الغذائية الشاملة أو أنها تحدد سمات غذائية معينة مثل محتوى الكوليسترول. ويمكن استخدام الرسومات أو الرموز الأخرى لإيصال التصنيفات إلى الجمهور المستهدف.
تختلف أنظمة التصنيف الغذائية عن الملصقات الغذائية في أنها تحاول تبسيط الخيارات الغذائية، بدلاً من سرد كميات محددة من العناصر الغذائية أو المكونات، فالخطوط التوجيهية لنظم الغذائية مماثلة لأنظمة التصنيف الغذائية في أنها تحاول تبسيط ايصال المعلومات الغذائية، ومع ذلك، فإنها لا تقيم المنتجات الغذائية الفردية.